# Duingen
Duingen est une municipalité allemande du land de Basse-Saxe et l'arrondissement de Hildesheim.

## Quartiers
- Capellenhagen (de)
- Coppengrave
- Duingen
- Fölziehausen (de)
- Hoyershausen (avec Lübbrechtsen (de) et Rott)
- Marienhagen
- Weenzen

## Source
- (de) Cet article est partiellement ou en totalité issu de l’article de Wikipédia en allemand intitulé « Duingen » (voir la liste des auteurs).